# Monteneveïta
La monteneveïta és un mineral de la classe dels òxids que pertany al grup del granat. Rep el nom de la mina Monteneve, a Itàlia, la seva localitat tipus.

## Característiques
La monteneveïta és un òxid de fórmula química Ca₃Sb5+₂(Fe3+₂Fe2+)O₁₂. Va ser aprovada com a espècie vàlida per l'Associació Mineralògica Internacional l'any 2018, sent publicada per primera vegada el 2020. Cristal·litza en el sistema isomètric. La seva duresa a l'escala de Mohs es troba entre 6,5 i 7.
L'exemplar que va servir per a determinar l'espècie, el que es coneix com a material tipus, es troba conservat a les col·leccions mineralògiques del Museu Suec d'Història Natural, situat a Estocolm (Suècia), amb el número de col·lecció: geo-nrm #hs3903.

## Formació i jaciments
Va ser descoberta a la mina Monteneve, situada a Moos in Passeier, al Tirol del Sud (Trentino - Tirol del Sud, Itàlia), on es troba en forma de cristalls negres subèdrics de fins a 400 µm de mida. Es tracta de l'únic indret de tot el planeta on ha estat descrita aquesta espècie mineral.